# Cryptothylax
Cryptothylax là một chi động vật lưỡng cư trong họ Hyperoliidae, thuộc bộ Anura. Chi này có 2 loài và không bị đe dọa tuyệt chủng.